# Fosbury-flop

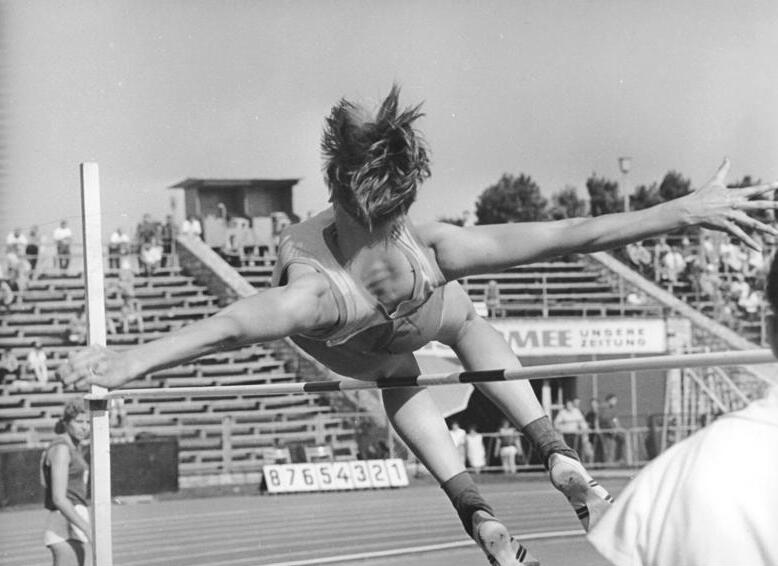
L'athlète allemande Burglinde Pollak effectuant un saut Fosbury (1969).

Le Fosbury-flop ou rouleau dorsal est une technique de saut en hauteur pour franchir une barre horizontale. Son nom provient de l'athlète américain Dick Fosbury, qui démontra que cette technique était plus efficace que le rouleau ventral lors des Jeux olympiques d'été de 1968 à Mexico en remportant la compétition. Après plusieurs années de coexistence, le Fosbury-flop a peu à peu pris le dessus sur le rouleau ventral. C'est aujourd'hui la seule technique utilisée par les athlètes en compétition.

## Technique
Suivant sa jambe d'appel, le sauteur va se présenter côté gauche ou droit à la barre (côté gauche pour ceux dont le pied d'appel est le droit et inversement). Pour cela, il effectue une prise d'élan courbe (en forme de J), en partant, suivant le cas, de la droite ou gauche du sautoir. Son impulsion est réalisée avec le pied le plus éloigné de la barre tout en élevant la jambe libre. La rotation a alors lieu naturellement lorsqu’il élève son corps dans les airs et l'athlète se retrouve dos à la barre. Il enroule ensuite la barre et retombe dans l'aire de réception sur les épaules. La réception sur un matelas sautoir, de 50 cm d'épaisseur environ, est indispensable pour éviter toute blessure. 
Lorsqu'un saut est bien réussi avec un corps bien enroulé de part et d’autre de la barre, le centre de gravité du corps de l'athlète reste sous la barre, ce qui permet des performances plus importantes en comparaison des autres techniques qui nécessitent que le centre de gravité passe au-dessus de la barre.

## Origine et généralisation
La paternité du Fosbury-flop (« bascule de Fosbury ») n'appartient pas à Dick Fosbury. Il semble que ce soit l'Américain Bruce Quande qui ait sauté de cette manière pour la première fois : en effet, une photo de 1963 le montre ainsi en action au cours d’une compétition scolaire dans le Montana. Bruce Quande aurait commencé à utiliser cette technique dès 1959,. La même année, Dick Fosbury a développé la même technique sans le savoir et l'a utilisée en compétition scolaire à partir de 1963. Par la suite, il se serait inspiré du Brill Bend (« l'incurvement de Brill ») de la Canadienne Debbie Brill, qu'il aurait vue sauter en 1965.
L'adoption du Fosbury-flop par les sauteurs en hauteur a pris du temps, les entraîneurs n'acceptant pas facilement de changer radicalement leur technique. Ce sont les athlètes féminines qui ont d'abord profité du saut Fosbury au début des années 1970, avant que la majorité des athlètes ne l'utilisent. Aujourd'hui, dans les grandes compétitions, c'est l'unique technique utilisée.